# Bumsztak
Bumsztak (wspieracz) – długi, ok. pięciometrowy drąg o grubości ok. 18 cm, z jednej strony zakończony rączką, służący do tzw. „bumsztakowania”, czyli manewrowania statkiem na płytkich wodach poprzez odpychanie się od dna. Wykorzystuje się go również podczas postoju statku, jeździe w górę rzeki przy płytkiej wodzie i odpychania się od brzegu.
Bumsztaki znajdują szerokie zastosowanie w statkach bez napędu, np. barkach. Marynarz obsługujący bumsztak powinien być uprzednio dokładnie przeszkolony, bowiem operowanie nim wymaga zarówno dużej siły, jak i precyzji. Należy go zarzucić na dno rzeki ukośnie do kierunku jazdy statku.
Aby zapobiec utknięciu bumsztaka w mulistym dnie, do jego końca przywiązuje się cienką, stalową linkę, połączoną z pokładem. Wchodzi on wtedy w dno jedynie w takim stopniu, na jaki pozwala mu linka, potem na skutek ruchu statku odrywa się on od dna.
Specjalny rodzaj bumsztaku, tzw. laski, wykorzystuje się w przepychaniu barki do śluzy. Są one zwykle dużo lżejsze i cieńsze.